# Jawa 350/360 Automatic
Jawa 350 typ 360 Automatic lidově zvaný Automatic je motocykl, vyvinutý firmou Jawa, vyráběný od roku 1964. Motocykl s automatickou spojkou se na první pohled pozná podle spojkového víka motoru, které má válcovitý výstupek pro velký spojkový koš.

## Motor
V roce 1963 Jawa vyvinula jako první na světě model tohoto obsahu s motorem, který měl automatickou odstředivou spojku, která zajišťovala větší komfort při jízdě na motocyklu. Je nasazena na hlavním hřídeli převodovky, pracuje v oleji, má vícelamelovou konstrukci. Vedle samočinného spojování a rozpojování hnacího a hnaného dílu je vybavena i ručním ovládáním a poloautomatickým vypínáním, spraženým s řadicí pákou. K ovládání motocyklu stačí jen otočná rukojeť plynu, řadicí páka a brzdy. Při rozjezdu stačí přidat plyn a motocykl se plynule rozjede, při zastavení se spojka samočinně rozpojí a motor běží na volnoběh. Umožňuje i roztlačování motocyklu a byla jen o málo dražší než normální spojka. Díky rychlé reakci na přidání plynu a sníženému blatníku měl motocykl zvláštní sportovní atmosféru. Později byla spojka vylepšena proti proklouznutí při silném a náhlém záběru.

## Technické parametry
- Rám: svařovaný z čtyřhranných profilů
- Suchá hmotnost: 139 kg
- Pohotovostní hmotnost:
- Maximální rychlost: 120 km/h
- Spotřeba paliva: 4,5 l/100 km